# Can Robacols
Can Robacols és una obra de Barcelona inclosa a l'Inventari del Patrimoni Arquitectònic de Catalunya.

## Descripció
Conjunt de cases de rengle molt típiques dels habitatges d'obrers o pagesos assalariats. A cada casa hi viu una família diferent però formen un sol bloc. Consten de planta baixa i un pis, i totes les cases tenen sortida al passatge d'en Robacols, que els serveix d'eixida, ja que és per ús exclusiu dels veïns.

## Història
Construïdes al segle xix per allotjar els pagesos que treballaven les terres i els obrers de les fàbriques de Sant Andreu i Sant Martí, que tingueren un gran apogeu a principis de segle xx.